# Fours (Gironde)
Fours település Franciaországban, Gironde megyében. Lakosainak száma 265 fő (2022. január 1.). Fours Eyrans, Saint-Genès-de-Blaye, Saint-Seurin-de-Cursac, Mazion és Saint-Androny községekkel határos.

## Népesség
A település népességének változása:
| Lakosok száma | 208  | 252  | 250  | 285  | 306  | 315  | 318  | 287  | 273  | 265  |
|               | 1968 | 1982 | 1990 | 2006 | 2013 | 2015 | 2017 | 2019 | 2020 | 2022 |